# كارل يوزف أرشيدوق النمسا
أرشيدوق كارل يوزف من النمسا (بالألمانية: Karl Joseph von Österreich)‏ (و. 1649 – 1664 م) هو كاهن كاثوليكي نمساوي، ولد في فيينا، توفي في لينتس، عن عمر يناهز 15 عاماً.

## مناصب
تولى منصب أسقف أولوموتس (1663–27 يناير 1664)
- سيد فرسان تيوتون الأكبر  [لغات أخرى]‏ (1662–1664)
- أسقف كاثوليكي

.
| المناصب السياسية                      | المناصب السياسية                     | المناصب السياسية                           |
| ------------------------------------- | ------------------------------------ | ------------------------------------------ |
| سبقه أرشيدوق ليوبولد فيلهلم من النمسا | أسقف أولوموتس 1663 - 27 يناير 1664   | تبعه Karl II von Liechtenstein-Kastelkorn ‏ |
| سبقه أرشيدوق ليوبولد فيلهلم من النمسا | سيد فرسان تيوتون الأكبر ‏ 1662 - 1664 | تبعه Johann Caspar von Ampringen ‏          |